# Hiệp hội Kế toán và Tài chính Úc và New Zealand
Hiệp hội Kế toán và Tài chính Australia và New Zealand (AFAANZ) là một tổ chức phi lợi nhuận được thành lập vào năm 2002 do Hiệp hội Kế toán Úc và New Zealand (AAANZ) và Hiệp hội Giáo viên Đại học Úc về Kế toán (AAUTA). Tổ chức này đại diện cho lợi ích học thuật của những người quan tâm đến kế toán hoặc tài chính, và giúp phát triển các nghiên cứu mới để cải thiện trong lĩnh vực này ở Úc và New Zealand.
AFAANZ tổ chức một hội nghị thường niên ở đầu tháng bảy ở những địa điểm khác nhau trong khu vực. Trong 2018 cuộc họp sẽ được tổ chức ở Auckland, New Zealand.
Thành viên cá nhân hoặc tổ chức có sẵn. Các thành viên cá nhân có thể giúp mọi người kiếm được lợi ích và học bổng. Các thành viên thể chế giúp củng cố mối liên hệ giữa AFAANZ và các trường đại học.
Bất kỳ thành viên AFAANZ có thể có thể truy cập vào các bản tin AFAANZ, được công bố hàng quý, trong tháng Ba, Tháng sáu, Tháng 9 và tháng tháng mười hai.